# استخوان پس‌سری
استخوان پس‌سری یا استخوان اُکسیپیتال (به انگلیسی: Occipital bone) استخوان لوزی‌شکل است که در قسمت پسین (خلفی) زیرین کاسه سر قرار گرفته و قاعده جمجمه را تشکیل می‌دهد. این استخوان سومین استخوان سر به‌شمار می‌آید و در قسمت پشت و بخشی از کف جمجمه قرار دارد و تمام قسمت پس‌سری را ساخته و از سه قسمت اصلی تشکیل شده‌است.
این استخوان در سر سوراخ بیضی‌شکل را احاطه می‌کند که از طریق آن حفره جمجمه‌ای خلفی با مجرای مهره‌ای ارتباط دارد. این استخوان دارای یک صدف است که ۴ تا حفره دارد، دو حفره پایینی با نیم‌کره‌های مخچه مجاور بوده و دو حفره بالایی با نیم‌کره‌های مخچه مجاور بوده و دو حفره بالایی با نیم‌کره‌های مغز مجاور هستند. در طرفین سوراخ بیضی توده‌های طرفی وجود دارد که دارای کانال زیرزبانی است که عصب زیرزبانی از آن عبور می‌کند.
یک تیغه استخوانی چهارضلعی به نام زائده قاعده‌ای یا پایه‌ای که در پشت آن سوراخ بزرگی به نام سوراخ پس‌سری که طناب نخاعی از آن عبور می‌کند، قرار گرفته‌است.
توده‌های طرفی که سطح زیرین آن‌ها با اولین مهره گردنی مفصل می‌شود در طرفین سوراخ پس‌سری قرار دارند و در پایان، تیغه استخوانی پس‌سری به نام صدف که لوزی شکل است و دارای دو سطح درون‌سری و برون‌سری می‌باشد. در روی سطح درون‌سری قسمت پشتی مخ و مخچه قرار گرفته و در روی سطح بیرونی یک برجستگی به نام برجستگی پس‌سری خارجی وجود دارد که از روی پوست بدن می‌توان آن را لمس کرد.

## بخش‌ها
استخوان پس‌سری از سه بخش و یک سوراخ بزرگ تشکیل شده‌است. بخش‌های پس‌سری عبارتند از:
۱. بخش صدفی Squamous: که خود شامل چهار بخش است:
۱٫۱. برجستگی پس‌سری بیرونی External occipital protubrance
۱٫۲. ستیغ پس‌سری بیرونی: External occipital crest
۱٫۳. خط پس‌گردنی بالایی و خط پس‌گردنی پایینی Nuchal lines
۲. بخش پایه‌ای (قاعده‌ای) Basilar  که با استخوان پروانه‌ای مفصل می‌شود.
۳. بخش‌های کناری Lateral  یا دو توده طرفی: در سطح تحتی این توده‌ها دو برجستگی به نام لقمه‌های پس‌سری (کوندیل‌های اکسیپیتال) وجود دارد که با مهرهٔ اول گردنی مفصل می‌شوند. استخوان پس‌سری دارای یک برجستگی نسبت حجیم بیضی‌شکل است که در سطح برون‌سری تودهٔ طرفی قرار دارد و محور اصلی آن متمایل به طرف جلو و داخل است و به مهرهٔ اطلس متصل می‌شود و به آن لقمه استخوان پس‌سری می‌گویند. بالای لقمه‌های پس‌سری کانال‌های زیر زبانی قرار دارند، از این کانال‌ها عصب مغزی زیرزبانی یا عصب زوج دوازدهم مغزی، مغز را ترک می‌کند.

## نمای برون‌سری
سطح برون‌سری (خارجی) دارای نشانه‌های زیر است:
برجستگی بیرونی پس‌سری:
منطبق بر برجستگی پس‌سری داخلی است. برجستگی آن چندان واضح نیست چون جمجمه رو به بیرون تحدب دارد. برجسته‌ترین نقطه آن تهِ سر inion نامیده می‌شود.
ستیغ بیرونی پس‌سری:
از برجستگی پس‌سری خارجی شروع شده و تا لبه خلفی سوراخ بزرگ کشیده می‌شود که محل اتصال رباط پس گردنی می‌باشد.
خطوط پس‌گردنی: در دو سوی ستیغ نام برده شده و کمی بالاتر از برجستگی پس‌سری بیرونی، سه خط در هر طرف دیده می‌شود. به خطی که از بقیه بالاتر است «خط بالایی پس‌گردنی» گویند و به دوتای باقیمانده که در طرفین ستیغ قرار دارند به ترتیب خطوط پس‌گردنی بالایی و پایینی می‌گویند که این خطوط محل اتصال رباط پس‌گردنی می‌باشند که از رباط‌های مهم است.

## نمای درون‌سری
در سطح درون‌سری استخوان پس‌سری، یعنی در داخل بخش صدفی آن، اجزای زیر دیده می‌شوند:
۱. برجستگی درونی پس‌سری Internal occipital protuberance: سطح داخلی صدف پس‌سری توسط یک برجستگی مرکزی نامنظم به نام برجستگی درونی پس‌سری به چهار گودی پس‌سری تقسیم می‌شوند؛ دو گودی پس‌سری زیرین چهارگوش‌اند و با نیم‌کره‌های مخچه مجاورند و دو گودی پس‌سری بالایی سه‌گوش‌اند و با لوب‌های پس‌سری نیم‌کره‌های مغزی مجاورت دارند.
۲. قسمتی از شیار سینوس پیکانی (سهمی، ساجیتال) بالایی: از برجستگی درونی پس‌سری به سمت زاویه فوقانی، یک شیار (ناودان) sulcus  عریض با لبه‌های برجسته امتداد دارد به نام شیار بالایی سینوس پیکانی Sagittal  که قسمت خلفی داس مغزی به لبه‌های آن می‌چسبد.
۳. ستیغ درونی پس‌سری Internal occipital crest: از برجستگی درونی پس‌سری یک ستیغ برجستهٔ دیگر به سمت سوراخ بزرگ فرود می‌آید به نام ستیغ درونی پس‌سری که پیش از رسیدن به سوراخ بزرگ دو شاخه می‌شود. روی این ستیغ، داس مخچه می‌چسبد.
۴. شیار سینوس عرضی Groove for transverse sinus: از دو سوی برجستگی درونی پس‌سری، دو شیار (ناودان) وسیع به صورت عرضی به سمت زوایای طرفی امتداد می‌یابد به نام سینوس پیکانی عرضی. به لبه‌های این دو شیار عرضی، چادر مخچه می‌چسبد.
۵. برآمدگی صلیب‌شکل Cruciform eminence که سطح درونی استخوان پس‌سری را به چهار گودی تقسیم می‌کند.

## سوراخ بزرگ پس‌سری
استخوان پس‌سری دارای یک سوراخ بیضی شکل بسیار بزرگ است به نام سوراخ بزرگ پس‌سری (فورامن مگنوم) که از طریق آن حفره جمجمه با مجرای مهره‌ای در ارتباط است. در واقع این سوراخ ارتباط‌دهندهٔ بصل‌النخاع و نخاع به یک‌دیگر است. در عقب و بالای این سوراخ، یک صفحه استخوانی وسیع و مقعر دیده می‌شود به نام صدف. در جلو سوراخ فوق، یک صفحه استخوانی ضخیم و چهارگوش قرار دارد به نام بخش پایه‌ای (قاعده‌ای، بازیلار). در دو سوی سوراخ فوق، توده‌های طرفی قرار می‌گیرند.
سوراخ بزرگ پس‌سری دارای دو ناحیه است به نام‌های پیشگاه Basion و پشتگاه Opisthion.
جمجمه دارای چندین حفره است که از طریق آنها ساختارهای حیاتی با مغز ارتباط برقرار می‌کنند. طناب نخاعی از طریق سوراخ بزرگ پس‌سری، بزرگ‌ترین سوراخ در جمجه، عبور می‌کند. سرخرگ‌های کاروتید برای رساندن خون به مغز، از یک جفت سوراخ کوچکتر عبور می‌کنند.

## کناره‌ها
این بخش از استخوان دارای دو کناره فوقانی و تحتانی است که کناره فوقانی این بخش از استخوان با استخوان آهیانه اتصال یافته و درز لامی Lambdoid  را می‌سازد. کناره‌های تحتانی صدف با کناره‌های خلفی بخش پستانی (ماستوئیدی) استخوان‌های گیجگاهی (تمپورال) اتصال یافته و درز پس‌سری گیجگاهی یا پس‌سری پستانی را ایجاد می‌کند.
بخش قاعده‌ای:
تقریباً به صورت یک تیغه استخوانی چهارگوش ضخیم است که از کنار قدامی سوراخ بزرگ (فورامن مگنوم) تا استخوان پروانه‌ای (اسفنوئید) امتداد دارد و شامل دو سطح) فوقانی و تختانی (و چهار کنار) قدامی، خلفی، طرفی راست و چپ (می‌باشد. این بخش دارای یک وجه اشتراک با استخوان پروانه‌ای می‌باشد.
سطح فوقانی:
به صورت یک ناودان وسیع کم‌عمق است به نام نَشیب Clivus. قسمت تحتانی پل مغزی و تمامی بصل النخاع روی نشیب قرار می‌گیرند. در طول کناره‌های طرفی این سطح، ناودان سینوس خاره‌ای (پتروزال) زیرین قرار دارد.
سطح تحتانی:
تقریباً یک سانتی‌متر جلوتر از لبه سوراخ بزرگ، یک برآمدگی کوچک است به نام تکمه حلقی که رافه حلق روی آن می‌چسبد.
کناره خلفی: لبه قدامی سوراخ بزرگ را تشکیل می‌دهد
کناره قدامی: با استخوان پروانه‌ای جوش می‌خورد.
کناره‌های طرفی: با قسمت خاره استخوان گیجکاهی مفصل می‌شود.
قسمت‌های طرفی لقمه‌ای (کاندیلار) و قسمت‌های طرفی پس‌سری، در دو سوی فورامن مگنوم قرار گرفته‌اند و شامل سطح فوقانی و سطح تحتانی می‌باشد.
نمای برون‌سری یا زیرین:
1. مهم‌ترین چیزی که در این نما و در مورد سطوح طرفی وجود دارد بخش‌های لقمه‌ای (کاندیلار) است که آنها را تحت عنوان لقمه سطحی یا لقمه زائده‌ای می‌شناسند که با اولین مهرهٔ گردن (اطلس) مفصل می‌سازد. مجرای عصب زیرزبانی (هیپوگلوسال) بالای کوندیل‌های پس‌سری (اکسی‌پیتال) قرار دارد که از داخل جمجمه شروع شده به طرف خارج و جلو امتداد می‌یابد از این سوراخ، عصب ۱۲ از جمجمه خارج می‌شود.
2. حفره‌های لقمه‌ای: در دو سو و پشت لقمه پس‌سری حفره‌هایی به نام حفره‌های لقمه‌ای Condylar Fossa جا گرفته‌اند که ممکن است دارای سوراخ باشند و اگر سوراخی وجود داشته باشد در این صورت به آن سوراخ یا مجرای لقمه‌ای می‌گویند که محل عبور سرخرگ با خاستگاه سینوس سینی (سیگموئید) است.
3. زائده وداجی: زائده‌های وداجی Jugular process برجستگی‌هایی هستند مربعی‌شکل که در عقب و خارج از کوندیل‌ها دیده می‌شوند.
4. شیار وداجی: شیار وداجی یا شیار ژوگولار Jugular Notch حد قدامی زائده وداجی است که این قسمت صاف نیست و دارای بریدگی است. بخش خاری (پتروز) استخوان گیجگاهی هم دارای شیار ژوگولار است که به همراه شسرا ژوگولار استخوان پس‌سری، سوراخ ژوگولار را تشکیل می‌دهد.
5. برجستگی وداجی: این برجستگی یعنی تکمگی وداجی Jugular Tubercle در سطح داخل بخش‌های لقمه‌ای قرار گرفته‌است بنابراین موقعیت آن با سه مورد قبلی متفاوت است. سوراخ ژوگولار و نَشیب مستقل نیستند.

نمای درون‌سری یا بالایی:
در این وضعیت تکمگی‌های وداجی بهتر دیده می‌شوند که به صورت برآمدگی‌های بیضی‌شکلی هستند که در بالای سوراخ هایپوگلوس قرار داشته و آن را از بالا می‌پوشاند. در زیر تکمگی وداجی مجرای زیرزبانی Hypoglossal  دیده می‌شود که این مجرا در هر دو نما قابل رویت است و محل عبور زوج ۱۲ مغزی است. در عقب تکمگی وداجی یک ناودان کم‌عمق وجود دارد که زوج‌های ۹، ۱۱، ۱۱ و ۱۲ مغزی از آن گذر می‌کنند.

## نگارخانه

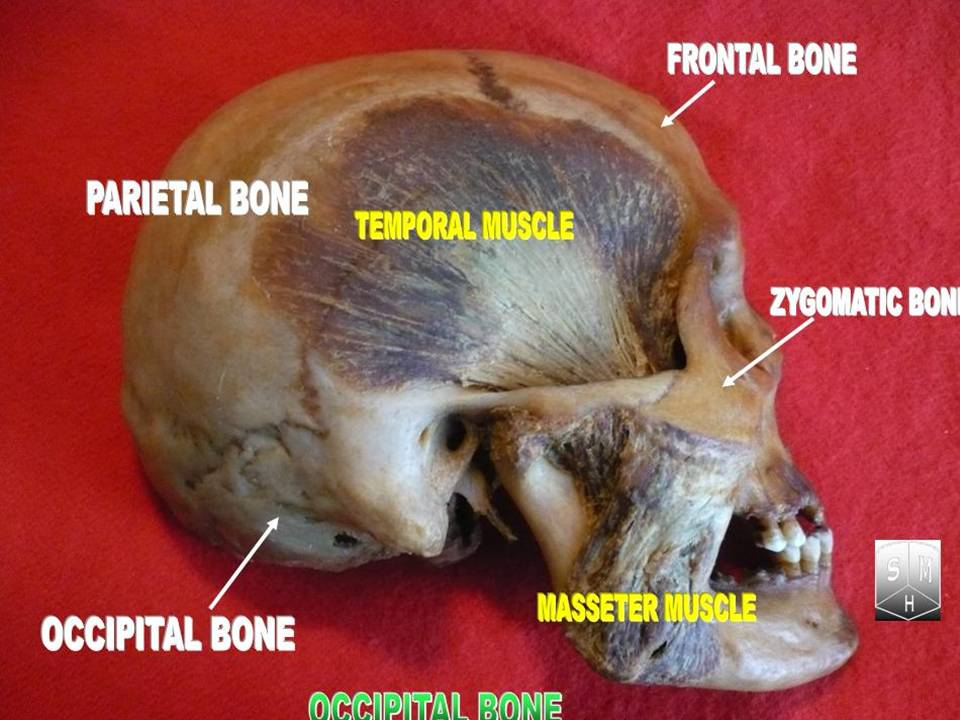
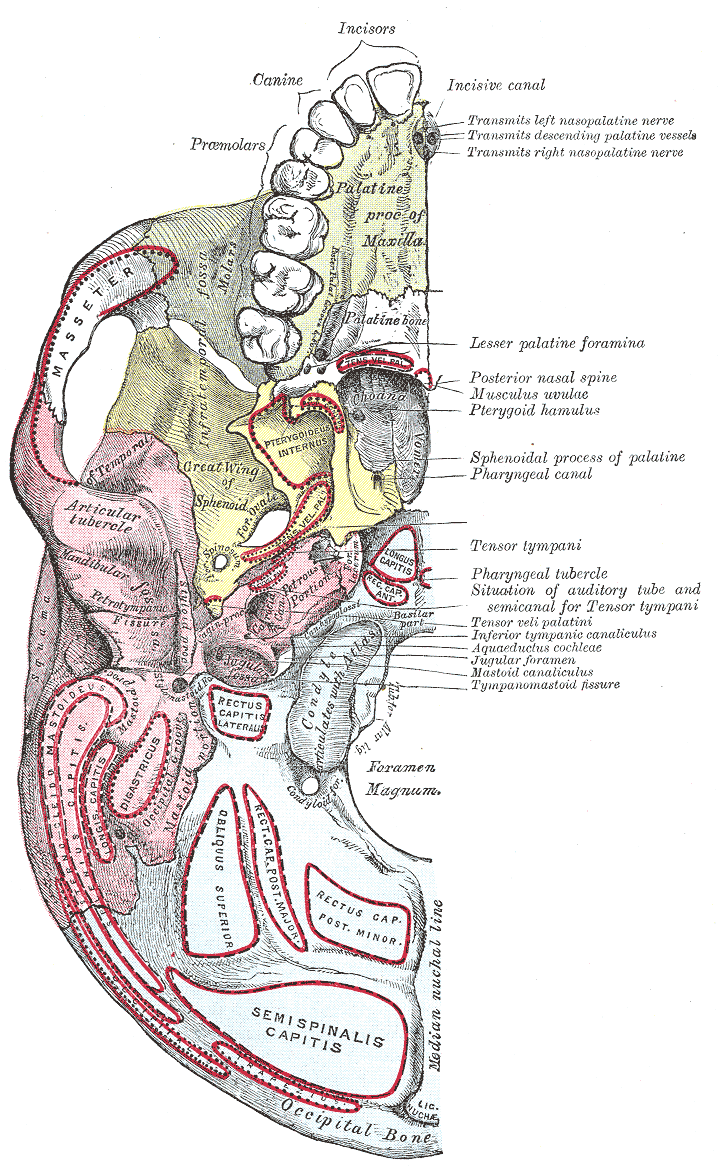
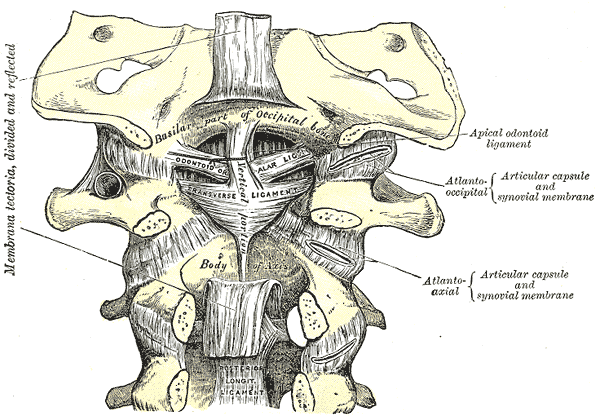
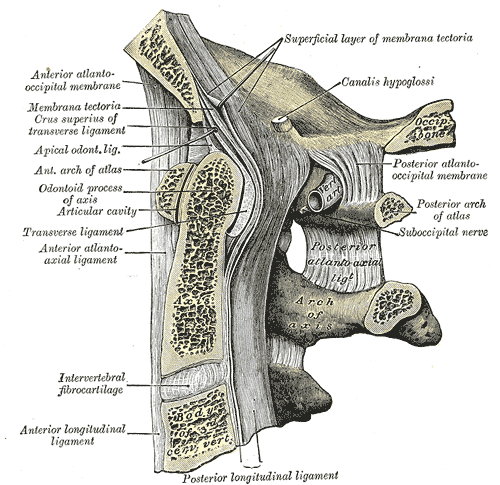